# 営業部長 吉良奈津子
『営業部長 吉良奈津子』（えいぎょうぶちょう きらなつこ）は、2016年7月21日から9月22日まで、毎週木曜日22時 - 22時54分に、フジテレビ系の「木曜劇場」枠で放送された日本のテレビドラマである。主演は松嶋菜々子。

## 登場人物

### 東邦広告
吉良奈津子〈42〉
演 - 松嶋菜々子
営業開発部部長。現姓は小山。
高木啓介〈32〉
演 - 松田龍平
クリエイティブディレクター。奈津子の後輩。
一条達哉〈36〉
演 - DAIGO
営業開発部。中途採用。
川原義雄〈37〉
演 - 岡田義徳
営業開発部。
今西朋美〈30〉
演 - 中村アン
派遣社員。
神崎あすか〈22〉
演 - 足立梨花
コピーライター志望の新人OL。コネを使って入社した神崎酒造の社長令嬢。
丸尾裕人〈26〉
演 - 白洲迅
体育会系社員。
郷貴志〈50〉
演 - 高木渉
営業開発部。部内最年長。
本ドラマ内の「天の声」も担当。
米田利雄〈49〉
演 - 板尾創路
営業開発部副部長。奈津子の同僚。
斎藤良一〈51〉
演 - 石丸幹二
営業局・常務。
高木啓介の助手
演 - 今井隆文・原慎一
貝塚繁
演 - 山田明郷
社長。

### 小山家
小山浩太郎〈45〉
演 - 原田泰造
奈津子の夫。建設会社『拝島建設』都市開発部・課長。心優しい良き夫であり、父であるが、次第に奈津子とすれ違いを起こす。
小山周子〈72〉
演 - 松原智恵子
奈津子の姑。浩太郎の母。専業主婦であるため、育児休暇を終了して勤務する奈津子を快く思っていない。
小山壮太〈3〉
演 - 高橋幸之介
奈津子・浩太郎の息子。白河わかば保育園に通っている。
坂部深雪〈35〉
演 - 伊藤歩
奈津子の雇ったベビーシッター。

### その他
吉田千佳
演 - 今井華
奈津子のママ友。
万結
演 - 古川凛
頼子先生
演 - 兼平由佳理

### ゲスト

#### 第1話
鳴海
演 - でんでん
「北のオヤジさん」社長。
その他
演 - 河原雅彦・岐部公好・小林あずさ・矢嶋俊作・草薙芽依咲

#### 第2話
玉垣ひとみ
演 - 峯村リエ
リナージュの宣伝部長。
第一営業部部長
演 - 堀部圭亮
織原サキ
演 - 高橋メアリージュン
マイキュートの宣伝販売の責任者。
その他
演 - 黒木麗奈・星川唯

#### 第3話
吉村節子
演 - 加藤貴子
「パブリックエア」宣伝課長。
小林哲郎
演 - 神尾佑
「パブリックエア」宣伝部長。

#### 第4話
万里村英輝
演 - 吉村界人
「マリーフルーツ」のCEO。あすかの大学の先輩。
万里村鏡子
演 - 荻野目慶子
高級果物「万里村本家」の社長。英輝の母。
宇野龍一
演 - 俵木藤汰
第二営業部長。

#### 第5話・第6話
太刀川冴子
演 - 芦名星
大泉智彦
演 - 水上剣星
代議士。
桜木健太
演 ‐ 山中崇

## スタッフ
- 脚本 - 井上由美子
- 演出 - 河毛俊作、西浦正記、石井祐介
- 音楽 - 住友紀人
- 主題歌 - 山下達郎「CHEER UP! THE SUMMER」（MOON RECORDS / ワーナーミュージック・ジャパン）[1]
- チーフプロデューサー - 牧野正
- プロデューサー - 三竿玲子、金城綾香
- 制作著作 - フジテレビ

## 放送日程
| 各話                                                          | 放送日  | サブタイトル                                           | 演出     | 視聴率 |
| ------------------------------------------------------------- | ------- | ------------------------------------------------------ | -------- | ------ |
| 第1話                                                         | 7月21日 | 仕事に育児に…周りは敵ばかり。でも私…負けるのが嫌いです | 河毛俊作 | 10.2%  |
| 第2話                                                         | 7月28日 | 敵は身内!?部長として母としての戦い                     | 河毛俊作 | 07.7%  |
| 第3話                                                         | 8月04日 | 偽りのキス…崖っぷち女部長、決意の時                    | 西浦正記 | 06.8%  |
| 第4話                                                         | 8月11日 | 一発逆転か!?掴んだチャンスと涙の対決                   | 石井祐介 | 06.4%  |
| 第5話                                                         | 8月18日 | 因縁の女との対決!迫るタイムリミット                    | 河毛俊作 | 05.2%  |
| 第6話                                                         | 8月25日 | 不倫発覚!?嘘をついてまで守りたいもの                   | 河毛俊作 | 06.7%  |
| 第7話                                                         | 9月01日 | ついに部が消滅!?隠された真相を暴け!                    | 河毛俊作 | 05.9%  |
| 第8話                                                         | 9月08日 | すれ違う思い…復活のラストチャンス！                    | 石井祐介 | 07.1%  |
| 第9話                                                         | 9月15日 | ついに涙の集大成！仲間を守る最終決戦                   | 西浦正記 | 07.2%  |
| 最終回                                                        | 9月22日 | 誇りをかけた運命の戦い！ついに決着！                   | 河毛俊作 | 06.9%  |
| 平均視聴率 7.1%（視聴率はビデオリサーチ調べ、関東地区・世帯） |         |                                                        |          |        |

- 初回は15分拡大（22時 - 23時9分）。
- 最終回は「バスケットボールBリーグ」開幕戦・アルバルク東京×琉球ゴールデンキングス中継（18時30分 - 21時4分）が10分延長したため、22時10分から放送された。